# Val d'Agri
La Val d'Agri o Valdagri è una sub-regione della Basilicata compresa tra i monti Sirino e Volturino. Prende il nome dal fiume Agri, che attraversa tutto il suo territorio.

## Geografia
La Val d'Agri è ubicata lungo l'asse principale dell'Appennino meridionale, seguendo il corso del fiume da Serra di Calvello, esso ha a sinistra la linea appenninica Calvelluzzo-Volturino-Monte di Viggiano e a destra i Monti della Maddalena, confine naturale con la Campania, con vette più basse della suddetta linea. A sud si trovano il Sirino e il Monte Raparo. Essa si apre a Sud Est laddove l'Agri sfocia nella diga del Pertusillo e scorre poi per vari km nel materano prima di sfociare nello Ionio. La vallata di età quaternaria a impostazione tettonica, mostra ancora evidenze geologiche che ne confermano l'origine lacustre.
La vallata è prevalentemente pianeggiante, frequenti sono stati i fenomeni alluvionali, sono presenti talvolta colline calcaree di modeste dimensioni, resti di antiche strutture sedimentarie. Falde acquifere rilevanti e profonde caratterizzano i monti della Maddalena, specialmente nel territorio di Paterno, ove nasce il cosiddetto acquedotto dell'Agri, che serve 160 comuni del meridione.
Quasi l'intero territorio è parte del Parco nazionale dell'Appennino Lucano Val d'Agri Lagonegrese. L'area ricca di boschi si può suddividere in due fasce di diversa altitudine: quella inferiore presenta un gran numero di esemplari di querce e boscaglie termofile (roverella, carpino bianco, frassino, orniello) più in alto dai 700 ai 1600 metri sono prevalenti faggi, aceri, agrifogli e talvolta aceri di Lobelius e abeti. Nelle aree montane l'escursionismo e il turismo sciistico sono in forte sviluppo.
L'area fluviale offre un habitat ideale alla lontra, si abbeverano qui numerosi cinghiali. Sporadica è la presenta di cervi, lupi e caprioli in montagna, dove sono numerosissimi i pascoli di equini e bovini.

## Storia
Il fiume Agri ha senz'altro un rapporto strettissimo nella comparsa dei primi insediamenti umani in valle, esso costituisce difatti un’antica via naturale di collegamento tra Ionio e Tirreno, è costante, fin dall'età antica il passaggio di merci e viaggiatori lungo l'Agri.
Partendo dal pleistocene sappiamo che la valle era però occupata nella parte nota come "Alta Val d'Agri" da un bacino lacustre, ritrovamenti di fauna fossile di Elephas antiquus  sono noti dal territorio di Grumento Nova, la comparsa dell'uomo dal paleolitico medio è testimoniabile da manufatti litici di tecnica Levallois, rinvenuti nei territori di Paterno, Moliterno e Marsico Nuovo. Le attività di caccia, raccolta di piante spontanee e molluschi fluvio-lacustri, sottolineano uno sfruttamento umano delle risorse presenti in loco. 
Il prosciugamento del lago, nei secoli ha dato vita all'attuale superficie a conca ovale compresa tra Marsico Nuovo e il Lago del Pertusillo. Le montagne che fanno da pareti laterali (calcareo-silico-marnose) hanno ospitato in seguito insediamenti strategici per il controllo delle pianure sottostanti. A Marsicovetere in località Barricelle, sono stati ritrovati materiali e strutture abitative del neolitico antico, mentre nell'eneolitico, sull'altura della Civita di Paterno, tra il XIV e l'XI secolo a.C., abitarono pastori transumanti della cosiddetta cultura appenninica. 
L'antropizzazione intensa infatti avviene solo dal Neolitico in poi, solo nel VI-IV millennio a.C. i territori collinari di Marsico, Paterno, Marsicovetere e Viggiano sono occupati per formare spazi abitativi (ritrovati pali di capanne con fosse di combustione) la presenza di ossidiana conferma la presenza di scambi e commercio per assenza del minerale nell'area, le caratteristiche e i reperti danno certezza del culto della Dea Madre, omogeneamente alla cultura delle aree del melfese e del materano, in particolare per l'applicazioni di teste di animali modellate su corredi ceramici, si scoprono connessioni con la cultura di Serra d'Alto. Per l'età dei metalli gruppi nomadi indoeuropei, si inseriscono di frequente nella società locale, si denota la nascita di gruppi umani ormai sedentari, per cui attività agro-pastorali e collaterali come la tessitura. 
Nel territorio di Viggiano e Marsicovetere, sono attestate due necropoli dell'età del Bronzo, che fanno intendere quanto ancora il commercio sia divenuto florido, nell'età del ferro, modelli culturali di derivazione illirico-balcanica, hanno rafforzato il controllo del fondovalle, passi montani e valli che mettevano in contatto i territori. La scarsa documentazione non porta a farci conoscere i meccanismi della comparsa della cultura Enotria, gli enotri poterono definirsi popolazione indigena locale, in epoca arcaica, sono conservate nel Museo nazionale dell'Alta Val d'Agri: lunghe armille a spirale, e alcune coppe ioniche che testimoniano i contatti con i Greci. Infatti i corredi risalenti all'epoca classica ed ellenistica sono formati da grandi vasi a vernice nera (crateri a campana, pelikes, guttus a disco decorato con una foglia di fico a rilievo e una croce di sant'Andrea sotto il becco) e alcuni servizi bronzei per il consumo del vino nei banchetti. Nei corredi femminili si trovano anche dei caratteristici frutti in terracotta, come fichi e noci. 
Tra la ceramica a figure rosse di fattura attica, spiccano alcune pelikes del pittore di Haken, mentre risalgono all'epoca ellenistica i crateri a calice e le pelikes nello stile di Gnathia. Numerose sono le statuette votive, con piccoli busti e figure femminili in piedi. Prima dell’arrivo dei Romani Grumentum era già una fiorente e importante città, di probabile fondazione lucana, si era arricchita nella cornice lucana che per posizione l'avvicinava alla Magna Grecia. 

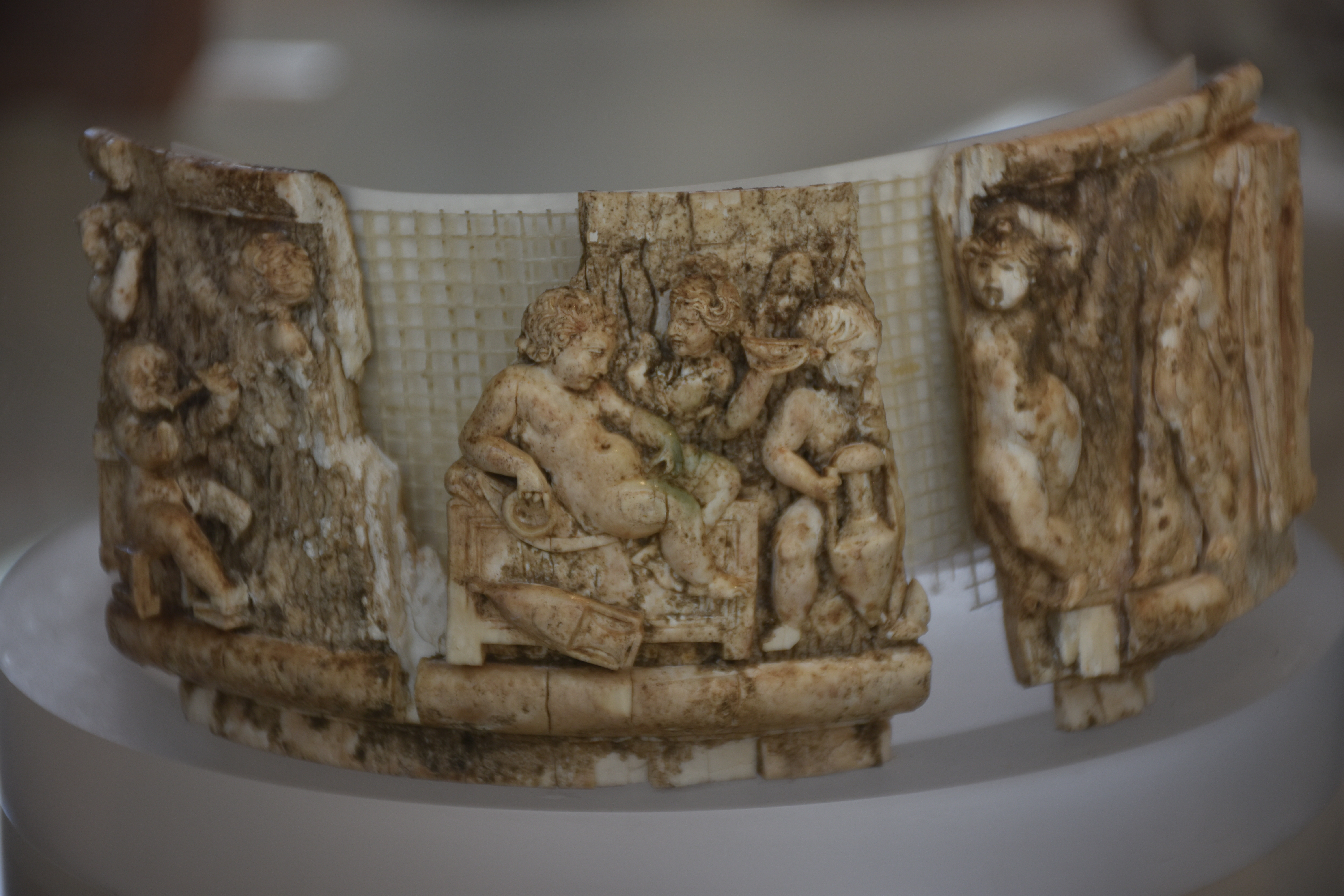
Grumentum - Pisside in avorio con la rappresentazione di una scena di simposio

La colonia Romana invece è databile intorno al 59 a.C. in seguito alle leggi di Giulio Cesare, come confermano i dati di scavo. La città era compresa in una cinta muraria con 6 porte e attraversata da una rete viaria urbana di vie che si intersecavano ad angolo retto. In direzione Nord-Est/Sud-Ovest si sviluppavano tre strade longitudinali (decumani), utilizzate sino al VI sec. Sono state inoltre ritrovate 4 aree ove sorgevano templi, due terme, il foro, un teatro e un anfiteatro. Ritrovata nel 2006 anche una villa romana, ai piedi del monte Volturino estremamente vicina alla Via Herculia, che collegava l'area con le città di Potentia, Venusia e Grumentum. 
Questa strada di fondamentale importanza portò allo sviluppo di altre città come Abellinum Marsicum, menzionato da Plinio, e databile tra il V ed il IV secolo a.C. coincidente con l'attuale Marsico Nuovo. Nel 312 d.C. infatti, il giovane martire cristiano Laverio venne decapitato fuori le mura di Grumentum. Già nel 313 i cristiani erano liberi di manifestare il proprio credo, ma in seguito all'episodio Grumentum nel 370 divenne sede episcopale, e centro religioso. Subito dopo iniziò un progressivo abbandono della città e del fondovalle, a causa delle continue incursioni saracene (IX e X secolo). Gli abitanti di Grumentum si sparsero fondando Saponara (oggi Grumento Nova), altri si rifugiarono a Moliterno, Marsicovetere e Marsico Nuovo, che divenne il nuovo baricentro della valle per l'intero periodo medievale giunsero qui nobili e connestabili tra cui Tommaso D'Aquino dottore della Chiesa.
Con l'arrivo dei Longobardi e le lotte tra questi e Bizantini e Saraceni, Marsico governata dai conti Sanseverino, ebbe grande importanza strategica, trovandosi sul confine meridionale del principato di Salerno: il principe Gisulfo I intorno al 940, elevò la città a contea a capo di un vasto territorio. La città venne fortificata e registrò una consistente crescita demografica, ottenendo il titolo di civitas. Lo stesso accadde a Moliterno, dove giunsero longobardi e normanni. Unico centro con storia differente fu Tramutola dove Giovanni di Marsico cappellano dell'abate Falcone, attirò la simpatia di alcuni ricchi signori che donarono alla Badia di Cava,  e ne divenne protettorato. Quando il principato di Salerno che la inglobava terminò, la Val d'Agri dei signori normanni passò interamente al Regno di Napoli e al distretto di Potenza: Marsico, Saponara, Viggiano e Montemurro ne divennero circondari. Nel periodo che va sino al 1860, nell'area nacquero castelli e palazzi gentilizi, destinati a crolli ricostruzioni accentuati dal nefasto evento del 1857, col terremoto della Val D'Agri. 
Con la fine della diocesi di Marsico nel 1818, l'area aveva perso qualsiasi ruolo centrale nel giustizierato di Basilicata. Alla fine del Regno delle due Sicilie il fenomeno del brigantaggio in Valle si accentuò. In epoca post-unitaria molti nobili fra cui i principi Pignatelli di Marsico si unirono ai moti a sostegno dell'Italia unita. Successivamente infatti il brigantaggio post-unitario si affermò con le Bande di Angelantonio Masini e Federico Aliano. Le guerre mondiali e l'emigrazione portarono la Val d'Agri al centro della questione meridionale, dagli anni '50 del '900 iniziarono fenomeni di forte spopolamento, affermatisi negli anni 2000. Unici avvenimenti degni di nota del secolo breve sono stati: la costruzione della SS598 di fondovalle dell'Agri e la scoperta in Val d'Agri del più grande giacimento petrolifero europeo di terraferma. Ad oggi la Val d'agri è formata da centri storici, al più affiancati da zone di nuova costruzione in seguito al terremoto dell'Irpinia. L'industria è mediamente sviluppata nel territorio di Viggiano e l'area è connotata da una vocazione fortemente agricola, con pochi allevamenti intensivi e turismo montano.

## Trasporti
La zona in seguito alla dismissione delle reti ferroviarie Sicignano-Lagonegro, a cui era agganciata la tratta Atena Lucana-Marsico Nuovo è totalmente sprovvista di collegamenti ferroviari. La rete stradale compensa queste mancanze, difatti sull'Autostrada A2 del Mediterraneo è presente lo svincolo Atena Lucana-Val D'agri, la quale immette i veicoli direttamente sulla SS598 di fondovalle dell'Agri.
Tale condizione ha fatto sì che le aziende: Ferrovie Appulo-Lucane (FAL) e Sita Sud, che gestiscono il trasporto pubblico, compensassero negli anni le carenze infrastrutturali, FAL effettua infatti servizio sostitutivo della linea ferroviaria che partiva da Atena Lucana fino all'ospedale civile "San Pio" di Villa d'Agri. SITA invece oltre a gestire il trasporto scolastico, organizza corse quotidiane per Potenza, Salerno, Napoli, Roma, Milano e Torino.
Oltre alla SS598 riveste un ruolo importante anche la Strada statale 276 dell'Alto Agri.